# Баяты (жанр фольклора)
Баяты́ (азерб. Bayatı) — жанр азербайджанского лирического стиха, лирические четверостишия, являющиеся наиболее распространённым из всех стихотворных форм азербайджанского фольклора.

## Этимология
Слово «баяты» — старинное и его значение ныне утрачено. Существует несколько толкований самого смысла этого термина. Предполагается, что его первоначальное значение — «старый», «древний». И действительно, баяты представляют собой одну из самых ранних форм тюркского народного стиха. Имеются предположения, что баяты по происхождению связаны с огузским племенем баяты.

## Тематика
Судя по языку собранных и опубликованных баяты, самые архаичные их образцы до наших дней не сохранились. Тем не менее самыми старыми из обнаруженных песен являются трудовые. Также в некоторых баяты запечатлены отголоски событий из истории азербайджанского народа. Так, известно, что в 1584 году войска крымских татар под предводительством хана Мухаммед-Гирея совершили набег на территорию юго-восточного Закавказья, разграбили Карабахскую область и увели множество жителей, особенно девушек и юношей, в Крым, для продажи на невольничьем рынке. В более позднее время такие вторжения не повторялись. По предположению профессора Гамида Араслы, данный факт даёт основание считать, что в ту эпоху возникло следующее баяты:
Злой татарин бьёт меня,
Он в полон ведёт меня.
Где бы я ни очутилась,
Верный друг найдёт меня.Перевод Владимира Кафарова
Хотя в современном варианте этого баяты архаичные языковые элементы совершенно отсутствуют, ибо язык его за несколько веков подвергся определённым изменениям, — содержание, несомненно, восходит к конкретному историческому событию.
Основная же масса баяты посвящена любовно-лирической тематике. В них, между тем, нашли отражение и другие стороны жизни. Распространёнными темами азербайджанских баяты являются труд и отдых, семья и народ, родина и чужбина, верность и измена, рождение и смерть, война и мир. Среди баяты можно встретить трудовые, обрядовые, чужбинные, шуточные, политические, любовные, колыбельные, элегические. Таким образом, различные по тематике и стилю баяты иногда берут на себя функции параллельных песенных жанров и, благодаря своей гибкости, пластичности, частично их заменяют.

## Форма
Баяты, как и все прочие формы устного народного творчества азербайджанцев, являются произведениями стихотворно-музыкального фольклора и прежде всего предназначены для пения. Тем не менее любое баяты можно читать как стихи. Каждое баяты обладает всеми качествами стиха — определённым размером, ритмическим рисунком, рифмой.
Состоят баяты из семисложных четырёх строк. Третья строка — свободная, остальные рифмуются между собой. Основная мысль в баяты выражается в последних двух строках.